# أتراني
أتراني هي مدينة وبلدية تقع على ساحل أمالفي في مقاطعة ساليرنو في كامبانيا جنوب غرب إيطاليا.